# Contea di Daming
La contea di Daming (大名县S, DàmíngxiànP) è una contea della Cina, situata nella provincia di Hebei e amministrata dalla prefettura di Handan.